# WPC EXPO

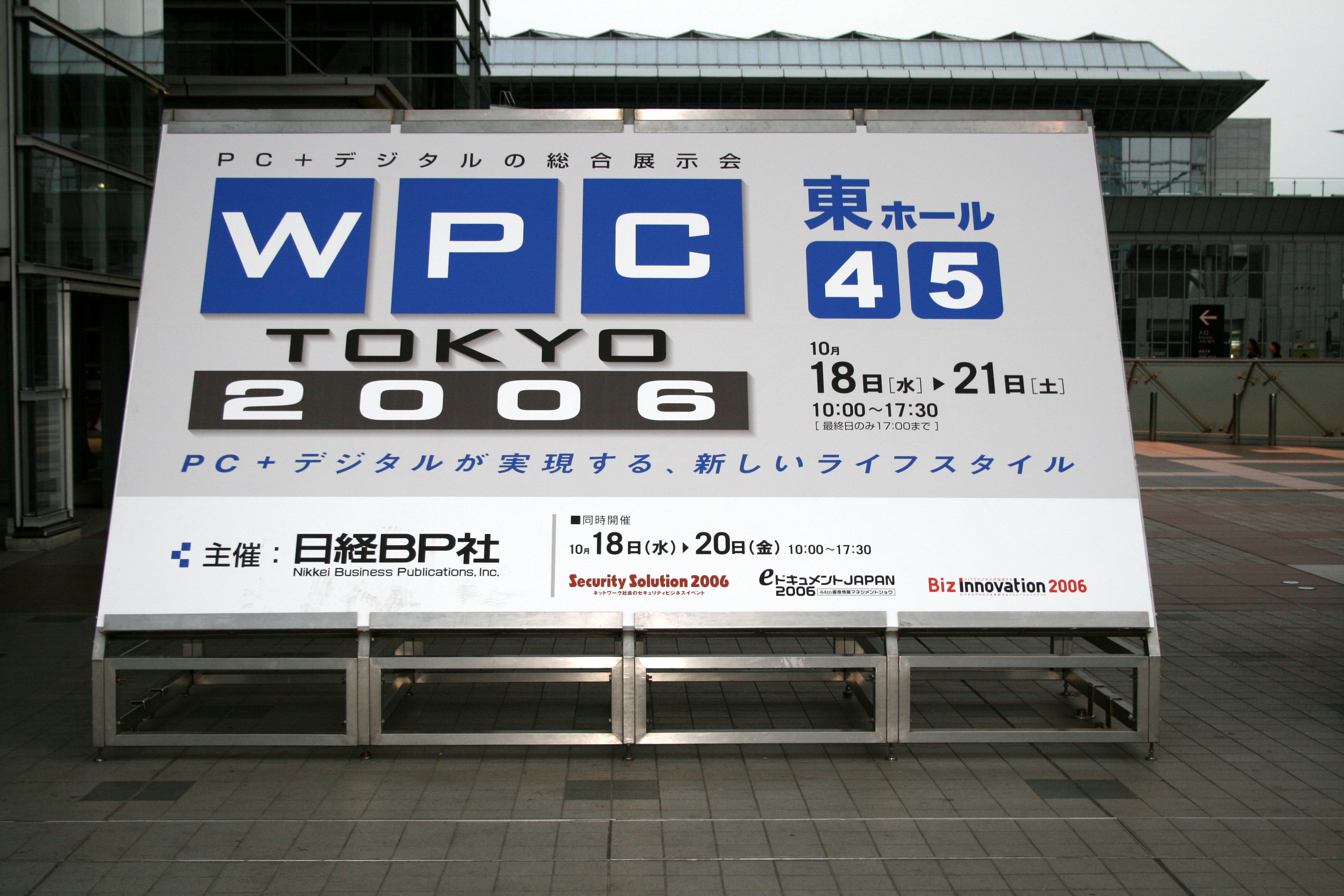
WPC TOKYO 2006の会場

WPC EXPO（ダブリュピーシーエキスポ）は日本経済新聞社系列の出版社日経BP社が主催していた、アジア地域最大規模のコンピュータネットワーク・デジタル機器の総合展示会。
1995年に「World PC Expo」として開催されて以降、最新のパソコンやネットワーク機器、デジタル機器の展示が行われてきた。また会場の一角ではPCショップ等に寄る記念即売会が行われ、特売品が多数販売されている事でも知られていた。
開催当初は幕張メッセで、後に東京国際展示場で開催されていた。しかし毎年開催時期がCEATEC JAPANの直後であったため、大手電機メーカーを筆頭にPC関連製品の出展を徐々にCEATECへ集約するようになり、アジア最大規模の座も毎年6月頃に台北で開催されるCOMPUTEXに奪われた。そのため後半になると徐々に規模が小さく（使われるホール数が少なく）なっていき、そして2006年の12回目の開催をもって終了した。